# Norihito de Takamado
Norihito, príncipe Takamado (高円宮憲仁親王 Takamado-no-miya Norihito-shinnō?,  Tokio, 29 de diciembre de 1954 - 21 de noviembre de 2002) fue un príncipe de la familia imperial japonesa. Nació como tercer hijo de la familia imperial Mikasa-no-miya de la rama Takamado-no-miya (el tercer hijo del príncipe Mikasa y la princesa Mikasa). Fue sobrino del emperador Shōwa y primo de Akihito.

## Matrimonio y descendencia
El príncipe se comprometió matrimonialmente con Hisako Tottori, hija mayor de Shigejirō Tottori, el 17 de septiembre de 1984, a quien había conocido antes en una recepción en la embajada de Canadá en Tokio. Contrajeron matrimonio el 6 de diciembre de 1984. Originalmente conocido como príncipe Norihito de Mikasa, recibió el título de príncipe Takamado (Takamado-no-miya) y la autorización para fundar una nueva rama de la familia imperial el 1 de diciembre de 1984, con ocasión de su boda. 
El matrimonio tuvo tres hijas:
- Princesa Tsuguko (承子女王 Tsuguko Joō, nacida el 8 de marzo de 1986).
- Noriko Senge (典子女王 Noriko Joō, nacida el 22 de julio de 1988). Casada el 27 de mayo de 2014 con Kunimaru Senge.
- Ayako Moriya (絢子女王 Ayako Joō, nacida el 15 de septiembre de 1990). Casada el 29 de octubre de 2018 con Kei Moriya.

## Patronazgos
- Presidente de Honor de la Asociación de Fútbol de Japón.
- Presidente de Honor de la Asociación Japonesa de Esgrima.
- Presidente de Honor de la Asociación de Squash de Japón.
- Presidente de Honor de la Federación de Béisbol de Japón.
- Presidente de Honor de la Asociación de Estudiantes de Japón.
- Presidente de Honor de la Sociedad Japonesa de Rescate.
- Presidente de la Federación Japonesa de Orquestas Amateur.

## Títulos y estilos
| ● 29 de diciembre de 1954-1 de diciembre de 1984: | Su alteza imperial la príncipe Norihito de Mikasa |
| ● 1 de diciembre de 1984-21 de noviembre de 2002: | Su alteza imperial el príncipe Takamado           |

## Distinciones honoríficas

### Distinciones honoríficas japonesas
- Caballero Gran Cordón de la Suprema Orden del Crisantemo (29/12/1974).

### Distinciones honoríficas extranjeras
- Caballero Gran Cruz de la Orden al Mérito de la República Italiana (República Italiana, 09/03/1982).[1]
- Medalla de Oro por los Servicios Meritorios (Groenlandia, 14/09/1996).[2]